# Десять дней Брешии
Десять дней Брешии (итал. Dieci giornate di Brescia) — восстание, вспыхнувшее в Брешии и продолжавшееся с 23 марта по 1 апреля 1849 года.
В начале XIX века Брешиа входила в состав Австрийской империи, как и остальная часть Королевства Ломбардия-Венеция. Восстание, возглавляемое патриотом Тито Спери, началось в тот же день, что и битва при Новаре, хотя известия о победе австрийцев еще не достигли Брешии.
23 марта. Поводом является штраф, наложенный фельдмаршалом Гайнау в отместку за старый бунт.
24 марта: Мгновенная реакция австрийцев под командованием капитана Лешке, которые начинают обстрел города из орудий замка. Лешке удалось провести вылазку из замка, во время которой двое солдат убежали в Мантую просить подкрепления.
25 марта: город организует оборону, пока австрийцы ждут войска из Мантуи под командованием генерала Нугента.
26 марта: 1000 человек генерала Нугента блокируются сотнями повстанцев во главе с Тито Спери. Комитет обороны отправляет делегацию парламентариев к Нугенту, который отвечает, что хочет войти в Брешию добровольно или силой. После этого ответа народ, собравшийся на крыльце Дворца Лоджий, единогласно решает защищать город до последней крайности. Тем временем пушки замка продолжают обстреливать город.
27 марта. Бомбардировки повреждают собор, дворец Лоджия, большой театр и множество частных домов. Австрийцы отступают после того, как их оттеснил Тито Спери у ворот Торрелунга.
28 марта: Комитет обороны размещает несколько снайперов на холмах Ронки и в башне Пеголь, чтобы добраться до австрийцев, оставшихся в замке. Батальон Нугента атакует брешианцев, Тито Спери — чуть ли не единственный, кому удалось спастись.
29 марта. Весть о Новарском перемирии достигает Брешии, но никто не хочет этому верить. Австрийцы получают новое подкрепление и продолжают обстрелы, несколько бомб падают на гражданскую больницу.
30 марта: прибывает подкрепление от Гайнау, город полностью окружен и находится под обстрелом.
31 марта: Гайнау требует полной капитуляции повстанцев в полдень без промедления и безоговорочно под страхом разрушения города. Брешианцы возобновляют обстрелы и бои, которые продолжались до поздней ночи, когда руководители восстания решили сдаться.
1 апреля: последний день сопротивления. Прибывает другое подкрепление; австрийцы начинают мародерство и резню, прежде чем удалось подписать капитуляцию.
Во время восстания погибло около 1000 горожан. За ожесточенное сопротивление город Брешиа получил прозвище «Леонесса д’Италия» (львица Италии)